# Jiří Chmelnický
Jiří Chmelnický (ukrajinsky: Юрій Хмельницький, polsky: Jerzy Chmielnicki, rusky: Юрий Хмельницкий) (1641, Subotiv –1685, Kamenec Podolský), mladší syn slavného ukrajinského hejtmana Bohdana Chmelnického a bratr Timofeje Chmelnického, byl politickým a vojenským vůdcem záporožských kozáků. Ačkoli strávil polovinu svého dospělého života jako mnich, byl také hejtmanem Ukrajiny v letech 1659–1660 a 1678–1681 a navíc i starostou Haďače.

## Život

### Hejtman Ukrajiny
Jiří Chmelnický se narodil v roce 1641 v Subotivi nedaleko Čyhyryna na střední Ukrajině. V roce 1659 zvolila kozácká rada tehdy teprve sedmnáctiletého Jiřího za hejtmana v Bile Cerkvě namísto sesazeného Ivana Vyhovského. Mladý hejtman čelil mnoha problémům. Spojenectví s ruským carem bylo nestabilní a probíhaly války proti Polsko-litevské unii a Krymskému chanátu.
V roce 1659 ho sejm Polsko-litevské unie povýšil do šlechtického stavu. 24. března 1661 se stal starostou Haďače.
Během války s Polsko-litevskou unií byli Chmelnického kozáci poraženi u města Korsuň. Sám Chmelnický byl zajat Poláky a musel přísahat věrnost králi Janu Kazimírovi II. (vládl 1648–1668). To vyvolalo občanskou válku na Ukrajině. Roku 1661 vedl nový ataman Jakim Somko pro-moskevské kozáky proti Chmelnickému a jeho novým polským spojencům. V bitvě u Perejaslavi v létě 1662 zvítězili Somkovi kozáci a Rusové pod vedením Grigorije Romodanovského.
Po porážce Chmelnický uzavřel spojenectví s Krymským chanátem, ale to pouze umožnilo Tatarům hromadné rabování a útoky na ukrajinská města a vesnice. Poté se Chmelnický vzdal svého hejtmanství a na podzim roku 1662 se stal mnichem v Mgarském klášteře. V letech 1664 až 1667 ho ve Lvově věznil hejtman Pavlo Teteria.

### Hejtman pravobřežní Ukrajiny
Po svém propuštění se roku 1672 účastnil tažení proti Tatarům, při kterém byl zajat poblíž Umaně a odveden do Konstantinopole, kde mu bylo umožněno žít v řeckém pravoslavném klášteře. V roce 1676, poté co se sultánův spojenec Petro Dorošenko vzdal Rusům, se Porta rozhodla využít Chmelnického známého jména k posílení svého nároku na Pravobřežní Ukrajinu. Tak započala rusko-turecká válka (1676–1681).
V roce 1678 osmanská armáda dobyla Čyhyryn a Jiří Chmelnický byl prohlášen novým hejtmanem Ukrajiny, i když ve skutečnosti byl pouze loutkou osmanského sultána. Osmanská turecká armáda s Jiřím dobyla a vypálila Kaniv a další ukrajinská města. Poté se Chmelnický vrátil do svého sídelního města Nemyriv v Turky okupované části Ukrajiny. Zde vládl jako vazal sultána Mehmeda IV. až do roku 1681, kdy ho Turci kvůli špatnému duševnímu zdraví a neuvěřitelné krutosti odstavili od moci. O dva roky později ho na chvíli znovu ustanovili hejtmanem Poláci. Nakonec Jiřího Chmelnického v roce 1685 Turci zajali a uškrtili v Kamenci Podolském.
Na rozdíl od svého otce nebyl Jiří schopen zvládnout velmi složitou situaci na Ukrajině a stal se loutkou cizích mocností.